# Бранко Пендовський
Бра́нко Пендо́вський (мак. Бранко Пендовски; *27 травня 1927, Кочани, Королівство сербів, хорватів і словенців, тепер Північна Македонія — †10 вересня 2011, м. Скоп'є, Македонія) — македонський письменник і драматург.

## З біографії
Бранко Пендовський народився 27 травня 1927 року в місті Кочанах.
Закінчив гімназію в Штипі, потому — філософський факультет Скопського університету (група історії літератур народів СФРЮ). У 1965-6 роках як стипендіат французького уряду вивчав сучасну французьку драму в Сорбонні (Париж).
Працював учителем у рідних Кочанах, керівником мололі у Штипі та Струмиці, журналістом у періодичному виданні «Молодий боєць» (“Млад борец“), а пізніше — рецензентом у популярній македонській газеті «Нова Македонія» (“Нова Македонија“), а також головним редактором літературного вісника «Погляди» („Разгледи“). Надалі Б. Пендовський працював редактором у видавництві "Кочо Рацин" та головним редактором і директором видавничої організації «Культура» (“Култура“) в Скоп'є.
Прозаїк був членом Спілки письменників Македонії починаючи з 1953 року, згодом очоливши її.
Також Бранко Пендовський був членом Македонського ПЕН-центру.
Помер 10 вересня 2011 року в столиці вже незалежної македонської держави місті Скоп'є.

## Творчість
Б. Пендовський є автором численних оповідань та низки драматичних творів.
Вибрана бібліографія:
- «Гра» („Игра“, збірка оповідань, 1956);
- «Наше місто» („Наш град“, збірка оповідань, 1963);
- «Сходи» („Скали“, роман, 1965);
- «Смерть ордена» („Смртта на орденот“, збірка оповідань, 1969);
- «Я не хочу повільно вмирати» („Не сакам да умрам полека“, драма, 1969);
- «Студенти» („Студенти“, драма, 1973);
- «Під пірамідою» („Под пирамидата“, драма, 1973);
- „Потоп“ (драма, 1973);
- «Ласкаво просимо» („Пречек“, драма, 1973);
- «Подорожі» („Патување“, драма, 1980);
- «Спадкоємці» („Наследници“, драма, 1980);
- «Закохані» („Љубовници“, драма, 1980)[5].

Українською мовою оповідання Бранка Пендовського «Бажання» і «Шкуринка з помаранчі» переклав Андрій Лисенко (увійшли до збірки «Македонська новела», яка вийшла 1972 року в серії «Зарубіжна новела» і за яку перекладач отримав міжнародну премію «Золоте перо»).

## Джерело
- Коротко про авторів // Македонська новела. Київ: Дніпро, 1972, с. 359.